# Кайрпре мак Фогартайг
Кайрпре мак Фогартайг (др.‑ирл. Coirpre mac Fogartaig; умер в 771) — король Лагора (Южной Бреги; 751—771) и, возможно, король всей Бреги (759—771) из рода Сил Аэдо Слане.

## Биография
Кайрпре был одним из сыновей правителя всей Бреги и верховного короля Ирландии Фогартаха мак Нейлла, погибшего в 724 году. Он принадлежал к Уи Хернайг, одной из двух основных ветвей рода Сил Аэдо Слане.
Кайрпре мак Фогартайг унаследовал власть над Лагором в 751 году, после смерти своего брата Фергуса мак Фогартайга. Возможно, впоследствии он овладел и титулом короля всей Бреги. В этом качестве Кайрпре не упоминается в сохранившейся в «Лейнстерской книге» поэме Фланна Майнистреха «Síl Aeda Sláne na Sleg», но этим титулом он наделяется в ирландских анналах. Предполагается, что он мог получить титул короля всей Бреги после гибели в 759 году Дунгала мак Амалгадо из рода Уи Хонайнг. Вероятно, Кайрпре был вынужден бороться за обладание этим титул с родственником погибшего короля, правителем Наута (Северной Бреги) Конгалахом мак Конайнгом из рода Уи Хонайнг.
В ирландских анналах засвидетельствованы смерти его двоюродного брата Домналла мак Аэды в 759 году и брата Финснехты мак Фогартайга в 761 году, но об обстоятельствах этих событий не сообщается никаких подробностей. В 766 году произошло сражение между брегцами и войском королевства Миде. Первое упоминание имени самого Кайрпре мак Фогартайга в анналах датировано 767 годом, когда разбойниками был убит его сын Келлах. В 769 году король Лагора был изгнан из Бреги Доннхадом Миди из рода Кланн Холмайн. На следующий год войско Лагора было разгромлено мидцами в сражении при Болгг Бойне. Среди павших на поле боя были родственники Кайрпре, Кернах мак Флайнн и Флатбертах мак Флайнн, а также правитель десси Уархрид мак Баэт. Это сражение произошло одновременно с походом Доннхада Миди в Лейнстер. Предполагается, что Кайрпре в это время мог быть союзником короля Лейнстера Келлаха мак Дунхады в конфликте того с правителем Миде.
Ирландские анналы сообщают о кончине Кайрпре мак Фогартайга в 771 году, назвая его королём Бреги (др.‑ирл. rí Brega). После него престол Лагора унаследовал Ниалл мак Конайлл, а титул короля всей Бреги утвердился за правителем Наута Конгалахом мак Конайнгом.